# Moussa Coulibaly
Moussa "Elimane" Coulibaly (19 de maio de 1981) é um futebolista profissional malinês que atua como defensor.

## Carreira
Moussa Coulibaly representou a Seleção Malinesa de Futebol nas Olimpíadas de 2004.